# Вишеградська група
Вишеградська група, Вишеградська четвірка, V4 або Європейський квартет — угрупування чотирьох центральноєвропейських країн: Польщі, Чехії, Угорщини і Словаччини. З'явилась унаслідок зустрічі президентів Польщі Леха Валенси і Чехословаччини Вацлава Гавела та прем'єра Угорщини Йожефа Анталла 15 лютого 1991 року в угорському місті Вишеград, після ухвалення Вишеградської декларації. Головною метою була названа інтеграція до євроатлантичних структур. Місто, у якому проходила зустріч, у часи пізнього Середньовіччя двічі приймало з'їзди монархів Центрально-Східної Європи. Однією з цілей першого з'їзду (1335) було спільне протистояння претензіям західних сусідів.
Водночас спільність цілей закордонної політики, спільність історичного досвіду та географічна близькість спричинили появу нового регіонального утворення, названого після розпаду Чехословаччини Вишеградською четвіркою (Чехія і Словаччина).
Були ухвалені умови про лібералізацію торгівлі в межах групи, що спричинило появу в 1993 році Центральноєвропейського порозуміння про вільну торгівлю (CEFTA).
У 1994-1998 роках зусилля країн Вишеграда переважно були спрямовані радше на інтеграцію з ЄС і НАТО, ніж на лобіювання взаємних інтересів, зустрічі голів держав відбувались нерегулярно.

## Вишеградська група й Україна
Наприкінці 2004 року президент Польщі Александр Квасневський зазначив, що Вишеградська група може виступати зі спільними ініціативами, які стосуватимуться політики ЄС щодо її східних сусідів, у тому числі України, і мати істотну роль в побудові площини європейських цінностей.
10 червня 2005 року прем'єр-міністр України Юлія Тимошенко зустрілася в Пулавах (Польща) з прем'єр-міністрами країн групи. Були обговорені питання енергетичної співпраці, зокрема, пов'язані з розвитком нафтових та газових магістралей, а також у сфері транспортування електроенергії. Тимошенко заявила, що розраховує на допомогу групи в інтеграції України до ЄС, і що після вступу до ЄС Україна зможе приєднатися до «Вишеградської четвірки».
У січні 2006 року міністр оборони України Анатолій Гриценко брав участь у зустрічі міністрів оборони країн Вишеградської групи в Будапешті. Він звернувся до своїх колег з проханням надати Україні методичну й експертну підтримку щодо набуття членства в НАТО.
У листопаді 2014 року на зустрічі в Братиславі Президент України Петро Порошенко та президенти країн Вишеградської четвірки домовились про започаткування нового формату співробітництва, зокрема постійної взаємодії на рівні міністрів закордонних справ та оборони країн Вишеградської четвірки та України.
У грудні 2014 року Президент України Петро Порошенко під час зустрічі з делегацією країн Вишеградської групи в Києві висловив сподівання, що Вишеградська четвірка зміниться з V4 на V5 за участю України. Міністр закордонних справ Польщі Ґжеґож Схетина заявив, що Польща підтримає Україну, якщо вона захоче вступити до «Вишеградської четвірки».
21 червня 2015 року в ході засідання начальників генеральних штабів країн «Вишеградської четвірки», в якому також взяв участь начальник Генштабу України Віктор Муженко, було заявлено про намір поглибити військову співпрацю з Україною.
13 березня 2022 року міністр оборони Чехії Яна Чернохова запропонувала розглянути прийняття України до Вишеградської групи.
29 лютого 2024 року прем'єр-міністр Польщі Дональд Туск висловив сумнів у тому, чи має Вишеградська група сенс, у контексті поглядів прем'єр-міністрів Угорщини та Словаччини Віктора Орбана та Роберта Фіцо відповідно.

## Галерея

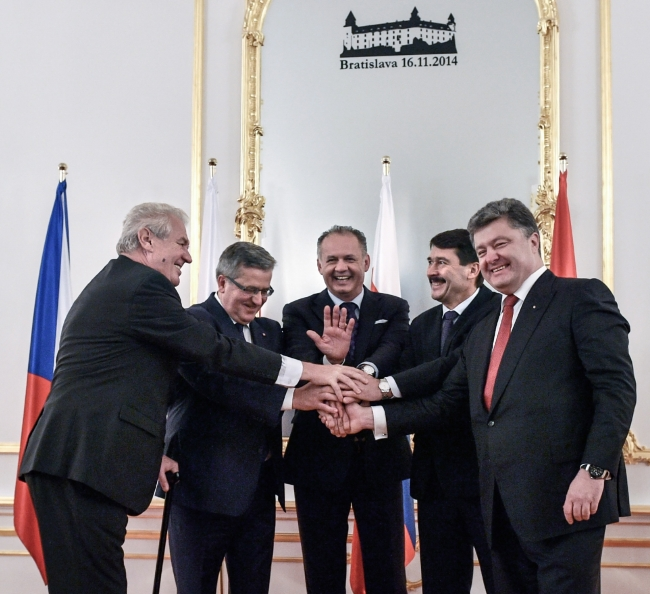
Президент України Порошенко на зустрічі з лідерами держав Вишеградської групи Земаном (Чехія), Коморовським (Польща), Кіскою (Словаччина) та Адером (Угорщина) у Братиславі, 2014
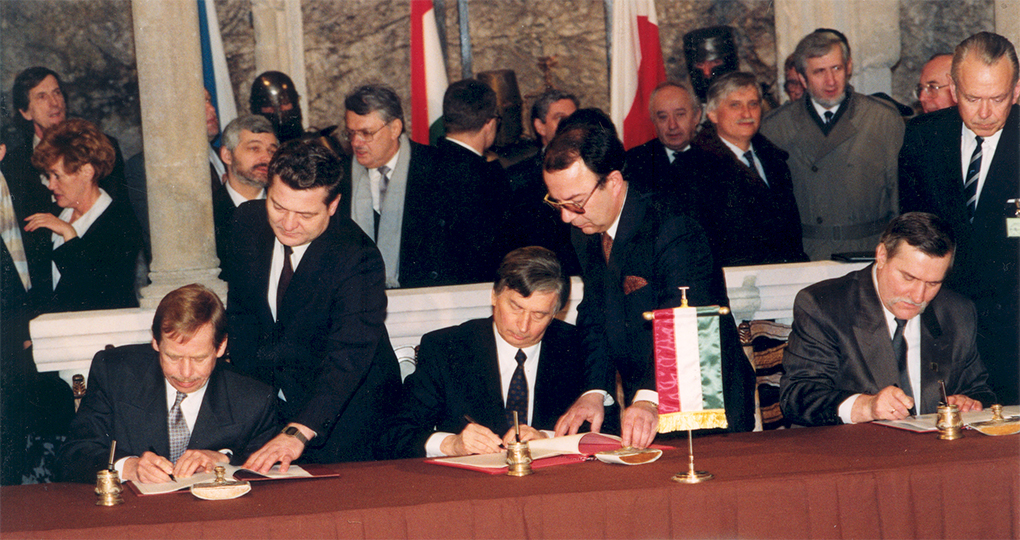
Підписання договору про створення групи, лютий 1991
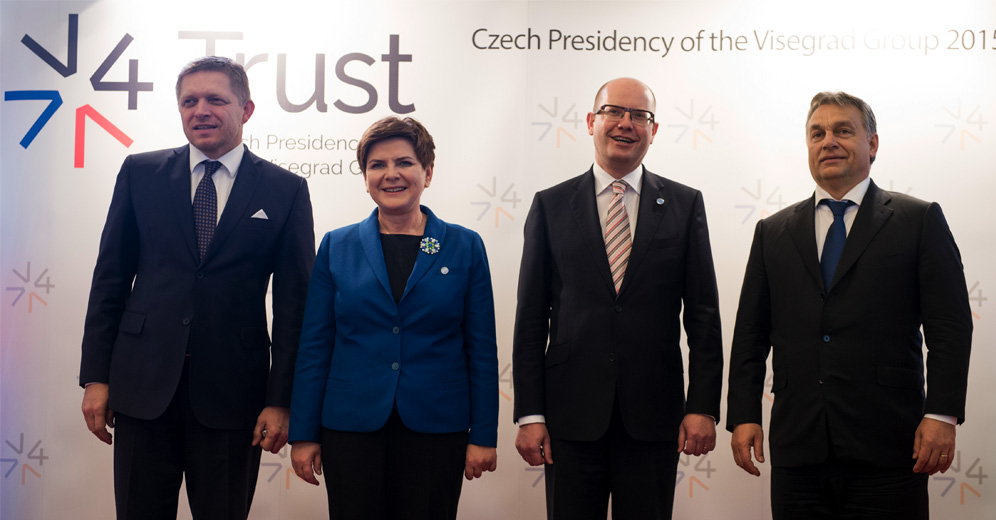
Зустріч лідерів країн групи, 3 грудня 2015
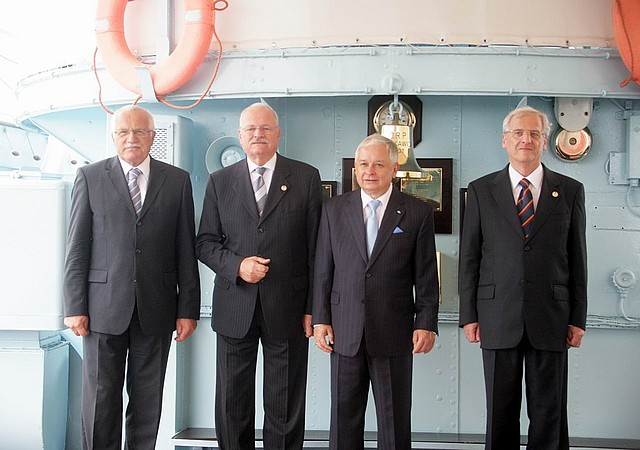
Зустріч лідерів країн групи, Сопот, вересень 2009

## Ротаційне головування
Країна, головуюча в Групі, змінюється щороку в липні:
| - 1991-1992 Чехословаччина - 1992-1993 Польща - 1993-1994 Угорщина - 1994-1995 Словаччина - 1995-1996 Чехія - 1996-1997 Польща - 1997-1998 Угорщина - 1998-1999 Словаччина - 1999-2000 Чехія |  | - 2000-2001 Польща - 2001-2002 Угорщина - 2002-2003 Словаччина - 2003-2004 Чехія - 2004-2005 Польща - 2005-2006 Угорщина - 2006-2007 Словаччина - 2007-2008 Чехія - 2008-2009 Польща |  | - 2016-2017 Польща - 2009-2010 Угорщина - 2010-2011 Словаччина - 2011-2012 Чехія - 2012-2013 Польща - 2013-2014 Угорщина - 2014-2015 Словаччина - 2015-2016 Чехія |  | - 2017-2018 Угорщина - 2018-2019 Словаччина - 2019-2020 Чехія - 2020-2021 Польща - 2021-2022 Угорщина - 2022-2023 Словаччина - 2023-2024 Чехія - 2024-2025 Польща |